# ベルヴィル・ランデブー
『ベルヴィル・ランデブー』（仏題: Les Triplettes de Belleville, 英題: The Triplets of Belleville）は、シルヴァン・ショメ監督による2002年の初長編アニメーション映画である。
人物や街、船などの描写に、その性格や特徴を際立たせるため過剰なまでのデフォルメが加えられていること(カリカチュア)が作品の特徴の一つである。

## ストーリー
第二次世界大戦後のフランス、一人寂しい孫のシャンピオンを元気づけようと、シャンピオンのおばあちゃんは流行りの芸能をテレビで見せたり、ピアノや犬のブルーノを与えたりするが、シャンピオンの心はどこか上の空。
ある日、おばあちゃんはシャンピオンのベッドから自転車の写真や新聞記事がスクラップされたノートを見つける。そこでおばあちゃんはシャンピオンに三輪車を与えたところ、彼は嬉々としてそれを乗り回すのだった。
それから何年も月日が経ち、シャンピオンはツール・ド・フランスへの出場を目指して、おばあちゃんと共に地道なトレーニングを重ねていた。
念願叶って出場したツール・ド・フランスだが、大会中にシャンピオンと2人の選手がマフィアの罠にかかり連れ去られてしまう。
ブルーノの活躍でそれに気付いたおばあちゃんは、シャンピオンを追って大海原を渡り、大都市ベルヴィルにたどり着く。
おばあちゃんとブルーノは老いさらばえたかつての人気歌手トリプレットたちの助けを得て、シャンピオンの救出に奔走する。

## 映画賞
- 2003年度カンヌ国際映画祭
  - パルム・ドッグ (特別賞、犬のブルーノに対して)

- 2003年度セザール賞
  - 音楽賞 受賞
  - 作品賞 ノミネート
  - 第一回長編監督作品賞 ノミネート

- 第76回アカデミー賞
  - 長編アニメ映画賞 ノミネート
  - 歌曲賞 ノミネート「Belleville Rendez-Vous」(Benoît Charest, music / Sylvain Chomet, lyrics)

- ジニー賞
  - 最優秀作品賞 受賞
  - オリジナル・スコア賞 ノミネート

- リュミエール賞 Prix Lumières
  - 最優秀映画賞 Prix Lumières du meilleur film

- ロサンゼルス映画批評家協会賞
  - アニメ映画賞 受賞
  - 音楽賞 (ブノワ・シャレ、-M-)

- 2003年度ニューヨーク映画批評家協会賞
  - アニメ映画賞 受賞

## トリビア
- 本作中では数々の実在の人物や作品が登場している。
  - ジャンゴ・ラインハルト - 冒頭に登場する二本指奏法のギタリスト
  - ジョセフィン・ベーカー - 冒頭に登場する女性黒人ダンサー
  - フレッド・アステア - 冒頭に登場するタップダンサー
  - シャルル・ド・ゴール - ニュースに出演するフランス大統領
  - ジャック・タチ監督作品 - ベルヴィルの三つ子の部屋に貼られたポスター、彼女達が見る深夜テレビ番組など
  - グレン・グールド - 冒頭に登場するピアニスト
  - ファウスト・コッピ - シャンピオンの部屋に貼ってあるサイン入りの写真。ツール・ド・フランスで2度の総合優勝を果たした自転車競技選手。
- 道路の渋滞シーンの中で、『老婦人とハト（英語版）』主人公の警官が映る。

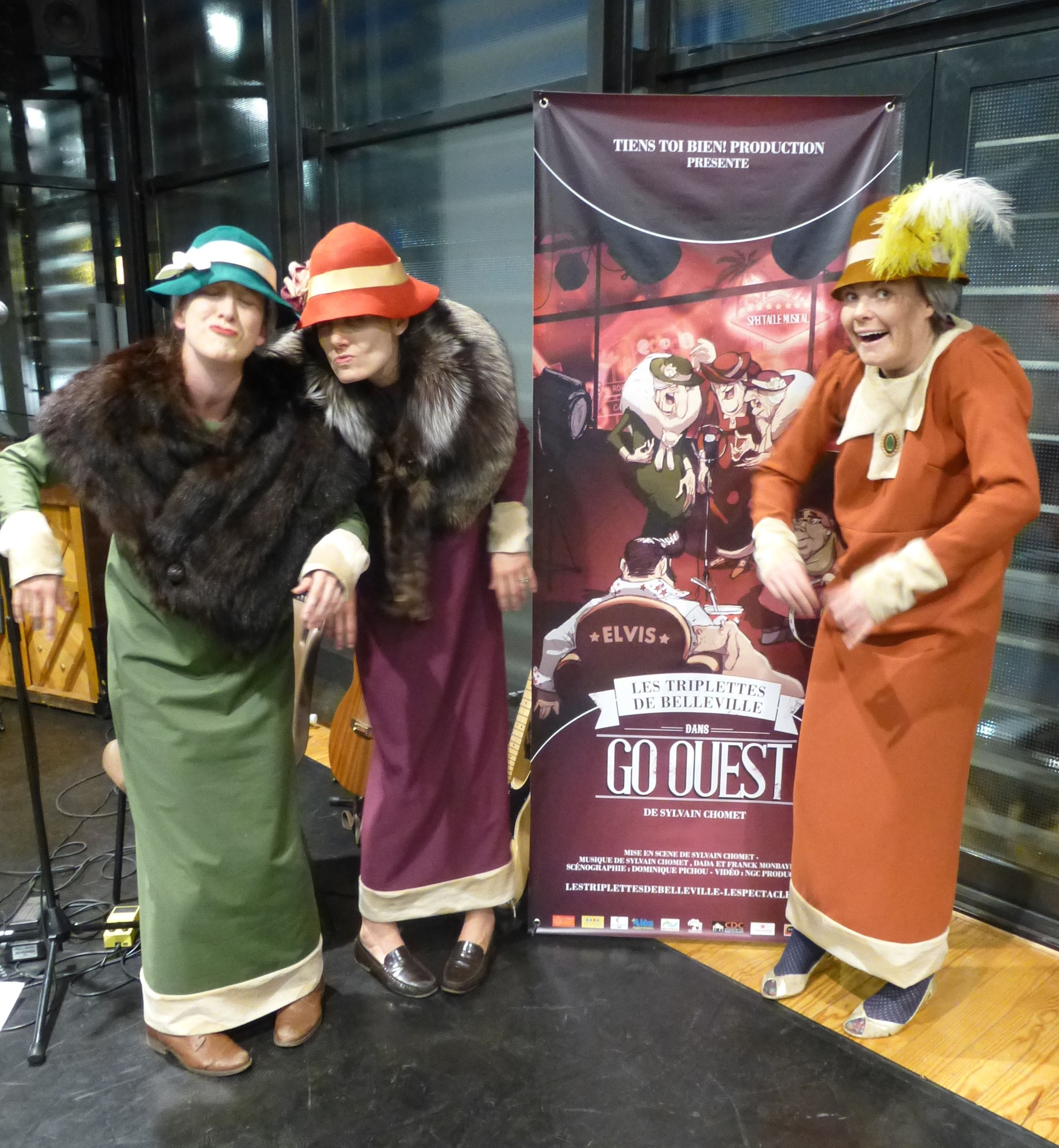
spectacle musical"Les Triplettes de Belleville dans Go Ouest"のトリプレットたち

- 『ハリウッド・リポーター』選出の「大人向けアニメ映画ベスト10」において3位にランクインしている[3]。